# Corts de València-Morvedre
Les Corts de València-Morvedre de 1428, corts generals del regne de València, foren convocades per Alfons V d'Aragó el dia 26 de gener de 1428, a Barraques estant, per a reunir-se a València el 20 de febrer. Per assumptes urgents del rei, però, seran diverses vegades ajornades, primer el 10 de març, després el 20 de març, i finalment, el 12 d'abril, quan efectivament començaren al convent de predicadors. Les darreres sessions es reuniren a l'església de Santa Maria de Morvedre, i les corts finalitzaren el 9 de desembre del mateix any.
A aquestes corts assistiren, pel braç reial, les ciutats de València i Xàtiva, i les viles i llocs de Morella, Alzira, Oriola, Castelló, Borriana, Vila-real, Alacant Castellfabib, Ontinyent, Cullera, Biar, Ademús, Bocairent, Xixona, Corbera, Alpont, Llíria, Penàguila i Cabdet; pel braç eclesiàstic, el vicari general de la Seu de València, el procurador del bisbe de Tortosa, el procurador del capítol de la catedral de València, l'abat de Valldigna, el procurador de l'abat de Sant Bernat de Rascanya, el procurador del prior de Valdecrist, el majoral de Quart, el procurador del general de la Mercè, el mestre de Montesa, i els comanadors de Montalban i Torrent (Sant Joan de Jerusalem), i el procurador del comanador de Begís (Calatrava). I pel braç militar assistiren quaranta-cinc: 4 grans barons (l'infant Joan, la reina Violant i Frederic, comte de Luna, mitjançant representants, i Ramon Lladró de Vilanova, vescomte de Xelva), 18 nobles, 17 cavallers i 6 donzells, de les cent trenta-dues persones que foren convocades.
El 14 d'abril, dos dies després d'inaugurada l'assemblea, el rei exposa la proposició, essent el punt principal la precària situació econòmica en què es troba la Diputació del General, on la recaptació de les generalitats és insuficient per a pagar les càrregues i censals, i fa impossible establir nous donatius; i proposa, per tant, la seva reforma. Les corts es comprometen a buscar una solució, i es decideix la creació d'una comissió, que queda definida el 10 de maig. Dies més tard els braços formen dues comissions més, una per a examinar els deutes de la Generalitat, i l'altra, per a estudiar la reforma de la moneda.
Durant aquestes corts, de quasi vuit mesos de durada, les sessions es prorroguen nombroses vegades per l'absència del rei: dels 118 dies en què es convoquen els braços, el rei sols està present en nou ocasions. De tota manera, les comissions segueixen reunint-se, els braços conjuntament es convoquen en deu ocasions, i el braç reial, en altres set ocasions.
Item, sia enadit al dret del general que huys cull en lo dit regne, appellat dels tintes, que axí com per treta de aquells se exhigeixen sis diners per liura, ne sien exigits nou diners per liura. Plau al senyor Rey.
Item, que los dits Deputats après que hauran dat compliment, e fets carregaments, per pagar lo donatiu a Vos senyor profert, y altres despeses necessàries de la present Cort, segons que per altre capítol a la vostra Senyoria en la present Cort ofert, és ya ordenat, no puixen, ni hajen facultat de fer carregaments, o vendes de censals sobre los bens de dit General, per altra causa o rahó. Plau al Senyor Rey, y mana axí esser observat.
Los majors de quinze anys que seran sots patria potestat puxen fer testament o codicilis de qualsevol bens que hajen. En axí emperò que fahent cinch parts de tota la heretat, haja lexar les quatre parts a parent o parents, e conjunctes persones fins al quart grau inclusivament, o a qualsevol dells, o segons li plaurà e no altri. E si lo contrari serà fet, los dits bens vinguen als pus proïsmes segons que és ordenat en aquells qui moren intestats. E la cinquena part puxa lexar a parents o a stranys segons li plaurà. E açò haja loch tro que haja complida edat de ·XXII· anys. E daquí avant puxa fer a ses voluntats, e lexar tots sos bens a qualsevol persones no prohibites per fur. No entenents emperò prejudicar a càrrechs, vincles o substitucions que sien apposats per los dits bens.
En la sessió del 30 de setembre el rei comunica un altre ajornament i el trasllat de les corts a l'església de Santa Maria de Morvedre, pel brot de pesta que afectava a València. El 28 d'octubre els representants reials proposen la creació d'una comissió de greuges, que queda establida el 3 de novembre.
El 19 de novembre s'aprova un donatiu al monarca i es publiquen els greuges amb les respostes reials. El donatiu ascendeix a 112.000 florins (61.600 lliures), que s'havia de recaptar mitjançant generalitats —o drets del general, els quals incrementen significativament el seu gravamen—, en un termini de sis mesos. I quant als greuges, els tres braços de forma conjunta en presenten set, en els quals es queixen de l'actuació del batlle general per no respectar les franquícies en el cobrament d'impostos; els braços eclesiàstic i reial, cadascú per la seva banda, denuncien els excessos dels oficials reials; i el braç militar presenta trenta-vuit greuges, en què demana la limitació del poder del governador, la millora de la jurisdicció senyorial i la defensa de les seves rendes, sortint aquest braç clarament beneficiat.
El 9 de desembre conclouen les corts amb l'aprovació dels capítols del redreçament del general, principal motiu de la convocatòria d'aquestes corts, i l'aprovació de nous furs. El redreçament concretava el destí dels diners de la Generalitat, sols per a pagar el donatiu ofert per les corts al rei, obligava els oficials a prestar jurament d'honradesa i lleialtat, aclaria les responsabilitats de cada oficial i designava llur salari, i augmentava el control de les despeses importants, fent la responsabilitat col·legiada. Els furs, en molts casos, modificació de furs o altres normes anteriors, es presenten en 22 rúbriques, i tracten diversos àmbits: civil (menors, dot, testament, eviccions, fills d'homes de paratge, prohibició als estrangers d'ocupar beneficis), oficis (advocats, notaris i escrivans, porters, saigs i algutzirs, corredors, metges), finances (censos, censals i violaris), comerç (bestiars, draps i emprius), imposts (quema, Benimaclet i Burjassot estan inclosos en la contribució general de València i no han de tributar per altra part), penal (adulteris) i la molt habitual absolució i remissió general de les penes.